# Гугониды
Гугониды (фр. Hugonides) — знатный род франкского происхождения. Также известен как второй дом графов дю Мэн.

## История
Точное происхождение неизвестно. Первый известный представитель — Роже (ум. 900). Есть предположение, что он был потомком графов Ле-Мана, живших в VIII веке. Кристиан Сеттипани отождествляет его с графом Роже, который в 892 году помог своему дяде по матери, графу Буржа Гуго. По другой версии, он был братом Гуго, графа Бассини, и дядей Роже I, графа Лаона.
Он женился на Ротильде (дочери Карла II Лысого, короля западных франков), благодаря чему породнился с Каролингами. В 895 году в битве с норманнами погиб маркиз Нейстрии и граф Мэна Рагенольд из дома Роргонидов. Поскольку представители дома Роргонидов в тот момент были малолетними, император Карл III Толстый назначил маркизом Нейстрии своего приближенного Генриха, а Мэн отдал Роже. В 893 году новый король Эд сместил Роже, передав графство своему приближенному Гозлену II из дома Роргонидов. Но Гозлен удержать графство не смог, уже в 895 году Роже снова стал графом Мэна.
Сыну Роже, Гуго I (ум.939/955), также пришлось бороться против Гозлина II, претендовавшего на графство, но позже Гуго примирился с ним, женившись на его дочери. Благодаря браку в 914 году своей сестры с Гуго Великим, сыном маркиза Нейстрии Роберта I, Гуго сблизился с Робертинами. Он поддержал Роберта в его восстании против короля Карла III Простоватого. Позже он был верным вассалом Гуго Великого, ставшего в 936 году герцогом Западно-Франкского королевства.
Старший сын Гуго I, Гуго II (ум. до 992), был одним из главных вассалов Гуго Великого. Но после смерти в 956 году Гуго Великого, оставившего несовершеннолетних сыновей, Гуго II воспользовался этим, чтобы по примеру Фулька II, графа Анжу, и Тибо Мошенника, графа Блуа, стать независимым. Позже Гуго II и его сын Гуго III (ок.960 — 1014) в союзе с графами Блуа боролись против Капетингов, а также графов Анжуйских, но в итоге Гуго III в 996 году был вынужден признать сюзеренитет графа Анжуйского. Его потомки пытались обрести независимость, но неудачно.
Род угас в 1062 году со смертью Герберта II, завещавшего графство герцогу Нормандии Вильгельму.

## Генеалогия
Гуго (?); жена — сестра Гуго, графа Буржа
- Роже (ум. ок. 900), граф Мэна 886—893, 895—900
  - Гуго I (ум.939/955), граф Мэна с 900
    - Гуго II (ум. 980/992), граф Мэна с 939/955
      - Гуго III (ок.960 — 1014), граф Мэна с 980/992
        - Гуго Дубло
        - Герберт I Разбуди Собаку (ум.1032/1035), граф Мэна с 1014; 1-я жена: N; 2-я жена: Паула де Прейли
          - (от 1 (?) бр.) Гуго IV (ум.1051), граф Мэна с 1032/1035 ; жена: Берта де Блуа, дочь Эда II, графа де Блуа, вдова Алена III, герцога Бретани
            - Герберт II (ум. 9 марта 1062), граф Мэна с 1051
            - Маргарита (до 1045—1063); муж: Роберт I Куртгёз (ок.1054 — 1134), герцог Нормандии 1087—1106, граф дю Мэн 1063—1069

          - (от 1 бр.) Биота (ум.1063), графиня дю Мэн с 1062; муж: Готье III (ум.1063), граф Вексена и Амьена с 1035, граф дю Мэн с 1062
          - (от 1 бр.) Герсенда (ок. 1030 — до 1074); 1-й муж: с 1044 (разв. 1048) Тибо III (1010/1012 — 1089), граф Блуа, Шатодена, Шартра, Тура и Сансерра (1037—1089), граф Труа и Мо (1063—1089); 2-й муж: с 1048 Аццо II (996—1097), маркиз д’Эсте
            - Гуго V д’Эсте, граф Мэна

          - (от 2 бр.) Паула (ум.1096); муж: с 1040 Жан де Божанси (ум. до 1097), сеньор де ла Флеш
            - Эли I де Божанси, граф Мэна

      - Фулькуа (ок.967 — после 992)
      - Герберт Бако (ум. после 1 апреля 1046), опекун графа Мэна Гуго IV, позже пострижен в монахи
      - (?) Мелизанда; муж: Юдикаэль (до 979—1004), граф Нанта с 992

    - Гозлен
      - Роргон

    - (?) Эрве I, сеньор де Мортань-о-Перш
      - (?) Эрве II, сеньор де Мортань-о-Перш
      - Хильдегарда (ок.935-ок.1020); муж: Жоффруа I, виконт де Шатоден
      - Герберга; муж: Жильден де Сомюр

  - Юдит (?); муж: ок. 914 Гуго Великий (ум.956), герцог Франции
  - (?) Ротильда, аббатиса монастыря Буксиэр-о-Дам в 937—965
- (?) Гуго
  - Роже I (до 867—926), граф Лаона с ок.892; жена: после 895 Эльвид (Эйльви), вероятно дочь Хукбальда де Гуи, графа Остервента и Сенлиса, вдова Готье, графа Лаона
    - Роже II (ум.942), граф Лаона 926—928, граф Дуэ 931—941, граф Бассини 941—942; жена: дочь графа Гозелло де Бассини
      - Гуго (ум. 25 августа 965), граф Бассини с 942
        - Гуго де Бове (ум.1008), пфальцграф
        - Роже (ум.1022), епископ Бове
        - Эльвид; муж: Рено, сеньор де Питивьер

    - N
      - Гуго (ум. 977), епископ Бове

  - Гуго (ум.900/906), граф Бассини